# Igrzyska Paraeuropejskie
Igrzyska Paraeuropejskie – europejskie zawody multidyscyplinarne odbywające się w cyklu czteroletnim, w roku poprzedzającym Letnie Igrzyska Paralimpijskie. W igrzyskach biorą udział para-sportowcy z krajów europejskich. Mistrzostwa uzyskały status igrzysk regionalnych nadany przez Europejski Komitet Paraolimpijski i dają możliwość kwalifikacji do Igrzysk Paralimpijskich. Inauguracyjna edycja odbyła się w Rotterdamie w sierpniu 2023 r.

## Edycje
| Edycja | Edycja | Data          | Gospodarz | Gospodarz | Liczba    | Liczba      | Liczba     | Liczba | Najlepsza reprezentacja |
| Nr.    | Rok    | Data          | Państwo   | Miasto    | dyscyplin | konkurencji | sportowców | ekip   | Najlepsza reprezentacja |
| ------ | ------ | ------------- | --------- | --------- | --------- | ----------- | ---------- | ------ | ----------------------- |
| 1      | 2023   | 8–20 sierpnia | Holandia  | Rotterdam | 10        | 90          | 1500       | 45     | Francja                 |
| 2      | 2027   | TBD           | TBD       | TBD       | TBD       | TBD         | TBD        | TBD    | TBD                     |
| 3      | 2031   | TBD           | TBD       | TBD       | TBD       | TBD         | TBD        | TBD    | TBD                     |

## Dyscypliny
Podczas Igrzysk Paraeuropejskich 2023 rozegrano następujące dyscypliny: łucznictwo, badminton, boccia, kolarstwo, goalball, judo, strzelectwo, taekwondo, koszykówka na wózkach, tenis na wózkach.